# Петнист питон
Петнистият питон (Python breitensteini) е вид змия от семейство Питонови (Pythonidae). Видът не е застрашен от изчезване.

## Разпространение и местообитание
Разпространен е в Бруней, Индонезия (Калимантан) и Малайзия (Сабах и Саравак).
Обитава наводнени райони, гористи местности, влажни места, плата, плантации, блата, мочурища и тресавища.